# Шчећински трамвај
Шчећински трамвај је трамвајски систем у Шчећину у Пољској. Први трамвај пуштен је у саобраћај 23. августа 1879. године. У почетку су се као погон користили коњи, а прва електрична линија уведена је 1896. Шчећински трамвајски систем има укупну дужину шина од 64 km и 12 трамвајских линија. Превозом управља фирма Шчећински Tрамваји (Tramwaje Szczecińskie).
Ширина колосека је 1435 mm. Напон контактне мреже износи 600 V. 

## Линије
|  | Потулицка - Глембокје                   |
|  | Жељезничка станица Њебушево - Туркусова |
|  | Лас Аркоњски - Поможани                 |
|  | Поможани - Кжеково                      |
|  | Сточнја Шчећињска - Кжеково             |
|  | Поможани - Гоцлав                       |
|  | Туркусова - Кжеково                     |
|  | Гумјењце - Туркусова                    |
|  | Потулицка - Глембокје                   |
|  | Гумјењце - Лас Аркоњски                 |
|  | Поможани - Лудова                       |
|  | Поможани - Жељезничка станица Њебушево  |

## Возни парк
Возни парк је разноврстан и састављен је од неколико типова трамваја различитих произвођача. Радним даном у саобраћају је 199 трамвајских моторних кола.

### Данашњи
| Произвођач        | Тип         | Слика | Године продаје | Број |
| ----------------- | ----------- | ----- | -------------- | ---- |
| Констал           | 105Ng/2015  |       | 2000—2001.     | 12   |
| Констал           | 105N2k/2000 |       | 2001, 2007     | 20   |
| ЧКД Татра         | KT4DtM      |       | 1985—1987.     | 73   |
| ЧКД Татра         | T6A2D       |       | 1988—1991.     | 52   |
| Модертранс Познањ | Alfa HF09   |       | 2008.          | 2    |
| Модертранс Познањ | Alfa HF10AC |       | 2011—2013.     | 12   |
| Модертранс Познањ | Beta MF15AC |       | 2014.          | 2    |
| Песа              | 120NaS      |       | 2010—2011.     | 6    |
| Песа              | 120NaS2     |       | 2013—2014.     | 22   |

### Историјски
- Nordwaggon Bremen - 1 трамвај
- Düwag GT6 - 2 трамваја
- Konstal 105N - 2 трамваја
- Düwag B4 - 2 трамваја
- Konstal N - 8 трамваја
- Konstal ND - 1 трамвај
- Konstal 4N - 11 трамваја
- Konstal 4ND - 1 трамвај
- Konstal 102Na - 2 трамваја
- Konstal 105Na - 2 трамваја